# NGC 3450
NGC 3450 este o galaxie spirală situată în constelația Hidra. A fost descoperită în 22 martie 1835 de către John Herschel. Se află la o distanță de 58,79 de megaparseci de Pământ.